# Adam (pittore polacco)
Adam (... – Varsavia, 1596) è stato un pittore polacco.

## Biografia
Attivo a Varsavia, dove parrebbe essersi formato e dove morì, e a Cracovia, lavorò in autonomia dal 1588. Fu autore di soggetti prevalentemente religiosi.